# Жданки (Калінінградська область)
Жданки (рос. Жданки) — селище Німанського району, Калінінградської області Росії. Входить до складу Німанського міського поселення.
Населення —  23 особи (2015 рік). 